# ライアン・ポントブリアンド
ライアン・ポントブリアンド（Ryan Pontbriand 1979年10月1日- ）はテキサス州ヒューストン出身のアメリカンフットボール選手。現在フリーエージェント。ポジションはロングスナッパー。

## 経歴
地元ヒューストン郊外のシュガーランドの高校に通った彼は3年間先発オフェンシブラインマンを務めた。
ライス大学に進学した彼はロングスナッパーを務めた。また機械工学を専攻している。
2003年のNFLドラフト5巡目にクリーブランド・ブラウンズに指名されて入団した。ロングスナッパー（スペシャルチーム）の選手がドラフト5巡目に指名されることは異例であり、彼の指名を決定したブッチ・デービスヘッドコーチは批判にさらされた。ロングスナッパーの選手がドラフト指名されるのは、1982年以降彼で12人目のことであった。
2005年に背中の怪我で5試合に欠場しただけで、入団以降それ以外の123試合すべてに出場している。
2007年9月4日、チームと2011年までの4年間の延長契約を結んだ。
2007年、2008年にはプロボウルに選出された。
2012年2月21日、サンフランシスコ・フォーティナイナーズと契約を結び、ブライアン・ジェニングス、カイル・ネルソンとポジションを争ったが、同年6月15日、カットされた。

## 人物
2008年2月、プロボウルに出場を果たした彼は、ケレン・ウィンズロー、ジョシュ・クリブス、ロブ・ビロナスと共にサーフィンに挑戦した。